# 可解群
在數學的歷史中，群論原本起源於對高于四次的一元多项式方程無一般的公式解之證明的找尋，最終随着伽羅瓦理论的提出而确立。可解群的概念產生於描述其根可以只用根式（平方根、立方根等等及其和與積）表示的多項式所对应的自同構群所擁有的性質。
一個群被稱為可解的，若它擁有一個其商群皆為阿貝爾群的正規列。或者等價地說，若其降正規列
{\displaystyle G\triangleright G^{(1)}\triangleright G^{(2)}\triangleright \cdots ,}
之中，每一個子群都會是前一個的导群，且最後一個為G的平凡子群{1}。上述兩個定義是等價的，对一個群H及H的正規子群N，其商群H/N為可交換的若且唯若N包含著H(1)。
對於有限群，有一個等價的定義為：一可解群為一有著其商群皆為質數階的循環群之合成列的群。此一定義會等價是因為每一個簡單阿貝爾群都是有質數階的循環群。若爾當-赫爾德定理表示若一個合成列有此性質，則其循環群即會對應到某個體上的n個根。但此一定義的等價性並不必然於無限群中亦會成立：例如，因為每一個在加法下的整數群Z的非當然子群皆同構於Z本身，它不會有合成列，但是其有著唯一同構於Z的商群之正規列{0,Z}，證明了其確實是可解的。
和乔治·波利亚的格言「若有一個你無法算出的問題，則會有的你可以算出的較簡單的問題」相一致的，可解群通常在簡化有關一複雜的群的推測至一系列有著簡單結構－阿貝爾群的群的推測有著很有用的功用。

## 例子
所有的阿貝爾群都是可解的——其次正規群列为自身和平凡子群。但非阿貝爾群則不一定都是可解的。
更一般地，所有冪零群都是可解的。特別地是，所有的有限p-群都是可解的，因為所有的有限p-群都會是冪零的。
可解但不為冪零的群的一個小例子為對稱群S3。實際上，因最小的非阿貝爾的單群為A5(5个元的交錯群)時，所有小於60階的群皆為可解的。
群S5不是可解的－它有一合成列{E,A5,S5}(若爾當-赫爾德定理指出每個其他的合成列都會等價於此一合成列)，給出了同構於A5及C2的商群；而A5為非可換的。廣義化此一論述，結合An在n > 4時為Sn的正規、最大且非阿貝爾簡單子群的事實，可知n > 4的所有Sn皆不可解，此亦為證明每一個n > 4的n次多項式都不可以以方根得解的關鍵步驟。
著名的范特-湯普遜定理指出，每一個奇數階的有限群皆是可解的。特別地，此定理指出，若一有限群為單群，其必為質數階循環羣或是偶數階的。

## 性質
可解性的性質在某一意義上是可繼承的，如下：
- 若G為可解的，且H為G的子群，則H也是可解的。
- 若G是可解的，且H為G的正規子群，則G/H也是可解的。
- 若G是可解的，且存在一G滿射至H的同態，則H也是可解的。
- 若H及G/H為可解的，則G也是可解的。
- 若G及H為可解的，則其直積G × H也是可解的。

## 超可解群
做為可解性的加強版，一個群G被稱為超可解的，若它有一其商群皆為循環群的不變正規列；換句話說，if it is solvable with each Ai also being a normal subgroup of G，且每個Ai+1/Ai都不只是可交換而已，且也是循環的(可能為無限階)。因為一正規列在定義中有有限的長度，所以不可數阿貝爾群不會是超可解的。實際上，所有的超可解群皆為有限產生群，且一個阿貝爾群為超可解的若且唯若其為有限產生的。
若限制在有限產生群中，將可以有下列的排序：
循環群 < 阿貝爾群 < 冪零群 < 超可解群 < 多循環群 < 可解群 < 有限生成群

## 连续可解群
既连通又可解的代数群。假设G是定义在代数闭域上的一个线性代数群，G的一个导序列是指按如下递归构造的一个正规闭子群序列：
{\displaystyle D^{0}(G)=G,D^{i+1}(G)={\Bigl (}D^{i}(G),D^{i}(G){\Bigr )}}
如果G连通，这些Di（G）也都是连通的。G称作是可解的，如果存在自然数n，使得Dn
（G）＝｛e｝，若G还是连通的，则称G是连通可解群。可解群的闭子群，商群还都是可解群.

## 外部連結
- A056866 - orders of non-solvable finite groups.